# Four to the Floor
Pour les articles homonymes, voir Four on the Floor.
Singles de Starsailor
Born Again
(2003) In the Crossfire
(2005)
Pistes de Silence Is Easy
White Dove
(8) Born Again
(10)
Four to the Floor est une chanson du groupe britannique de pop rock Starsailor, sortie le 1er mars 2004. Elle est extraite de l'album Silence Is Easy sorti en septembre 2003. Le single atteint la première place en France et en Belgique (Wallonie) et le top 10 en Australie, en Belgique et en Espagne. Le remix de Stuart Price dénommé Thin White Duke Remix est la version officielle en France et reste durant 8 semaines consécutives numéro un du club 40.

## Liste des pistes
CD
1. Four to the Floor (Radio Edit) - 3:54
2. A Message - 4:28

CD édition limitée (avec fold-out poster)
1. Four to the Floor (Radio Edit) - 3:54
2. Four to the Floor (Soulsavers Remix) - 5:12
3. Four to the Floor (Thin White Duke Remix) - 4:36
4. Four to the Floor (Enhanced Video)

10" Maxi
1. Four To The Floor (Radio Edit)
2. A Message
3. Four To The Floor (Thin White Duke Mix)

## Classement par pays
| Classement (2005)                       | Meilleure position |
| --------------------------------------- | ------------------ |
| Royaume-Uni UK Singles Chart            | 24                 |
| Australie (ARIA)                        | 5                  |
| France (SNEP)                           | 1                  |
| Belgique (Flandre Ultratop 50 Singles)  | 8                  |
| Belgique (Wallonie Ultratop 50 Singles) | 1                  |
| Espagne (PROMUSICAE)                    | 9                  |
| Allemagne Classement single             | 82                 |
| France (Club 40)                        | 1                  |